# Jagoba Beobide
Jagoba Beobide Larrañaga (Azpeitia, 19 febbraio 1987) è un calciatore spagnolo, centrocampista svincolato.

## Carriera
Ha collezionato oltre 110 presenze nella seconda divisione spagnola con varie squadre.